# 40a Brigada Mixta (Exèrcit Popular de la República)
La 40a Brigada Mixta va ser una de les Brigades Mixtes creades per l'Exèrcit Popular de la República per a la defensa de la Segona República Espanyola durant la Guerra Civil Espanyola. Va estar present en el Front de Madrid durant tota la guerra, on la seva activitat va destacar per l'absència de combats i una guerra de trinxeres.

## Historial
La Brigada es va formar 26 de novembre de 1936 en el Front de Madrid a base de la columna del Tinent Coronel Antonio Ortega Gutiérrez de la 19a Comandància de la Carrabiners (destinat a Guipúscoa) i destacat cap en la primera fase de la Guerra al Nord. La brigada va ocupar el sector del front de Madrid que anava des del carrer Isaac Peral fins a la Puerta del Ángel. Va ser formada sobre la base dels batallons 137è Còrdova, 138è Milícies Basques, 139è 1r de Maig i 140è Milícies Castellanes. L'últim dia de 1936 va quedar incorporada finalment a la 7a Divisió del coronel Prada.
A excepció un atac a la Fundación del Amo el 17 de gener de 1937, la guerra va transcórrer per a la Brigada en un front estàtic, on l'activitat es reduïa a petites incursions en camp enemic, patrulles de reconeixement i les incomoditats d'una guerra de trinxeres. Aquesta situació seguiria fins a 1939, quan va intervenir en el cop de Casado i es va alinear a favor del Coronel Casado. Però el 27 de març de 1939, en rendir-se les forces republicanes del front de Madrid, la 40a Brigada Mixta va deixar d'existir.

## Comandaments
Comandants en Cap
Durant tota la guerra en el comandament de la Brigada es van succeir:
- Major de milícies Antonio Carrasco Escobar
- Major de milícies Ángel Rillo Ruiz
- Major de milícies Modest Gil García
- Major de milícies Juan Acosta Manzano

Comissaris
- Com a Comissaris de la Brigada van actuar Ignacio Rodríguez García i Isaías Rosales Marcos, ambdós del PSOE.[1]